# Challenger de Lexington 2022
El torneo Lexington Challenger 2022, denominado por razones de patrocinio Lexington Challenger presented by Meridian Wealth Management fue un torneo de tenis perteneció al ATP Challenger Tour 2022 en la categoría Challenger 80. Se trató de la 27ª edición; el torneo tuvo lugar en la ciudad de Lexington (Estados Unidos), desde el 1 de agosto hasta el 7 de agosto de 2022 sobre pista dura al aire libre.

## Jugadores participantes del cuadro de individuales
| Favorito | País                        | Jugador                 | Rank1 | Posición en el torneo |
| -------- | --------------------------- | ----------------------- | ----- | --------------------- |
| 1        | Bandera vacío               | Roman Safiullin         | 119   | Cuartos de final      |
| 2        | Bandera de Ecuador          | Emilio Gómez            | 146   | FINAL                 |
| 3        | Bandera de República Checa  | Dalibor Svrčina         | 169   | Primera ronda         |
| 4        | Bandera de los Países Bajos | Gijs Brouwer            | 195   | Segunda ronda         |
| 5        | Bandera de Kazajistán       | Mikhail Kukushkin       | 207   | Segunda ronda         |
| 6        | Bandera de Argentina        | Genaro Alberto Olivieri | 226   | Primera ronda         |
| 7        | Bandera de Estados Unidos   | Aleksandar Kovacevic    | 227   | Semifinales           |
| 8        | Bandera de Francia          | Enzo Couacaud           | 230   | Semifinales           |

- 1 Se ha tomado en cuenta el ranking del 25 de julio de 2022.

### Otros participantes
Los siguientes jugadores recibieron una invitación (wild card), por lo tanto ingresan directamente al cuadro principal (WC):
- Millen Hurrion
- Aleksandar Kovacevic
- Evan Zhu

Los siguientes jugadores ingresan al cuadro principal tras disputar el cuadro clasificatorio (Q):
- Alafia Ayeni
- Gage Brymer
- Stefan Dostanic
- Ryan Harrison
- Cannon Kingsley
- Strong Kirchheimer

## Campeones

### Individual Masculino
- Juncheng Shang derrotó en la final a  Emilio Gómez, 6–4, 6–4

### Dobles Masculino
- Yuki Bhambri /  Saketh Myneni derrotaron en la final a  Gijs Brouwer /  Aidan McHugh, 3–6, 6–4, [10–8]